# Siegfried Joachim Meyer

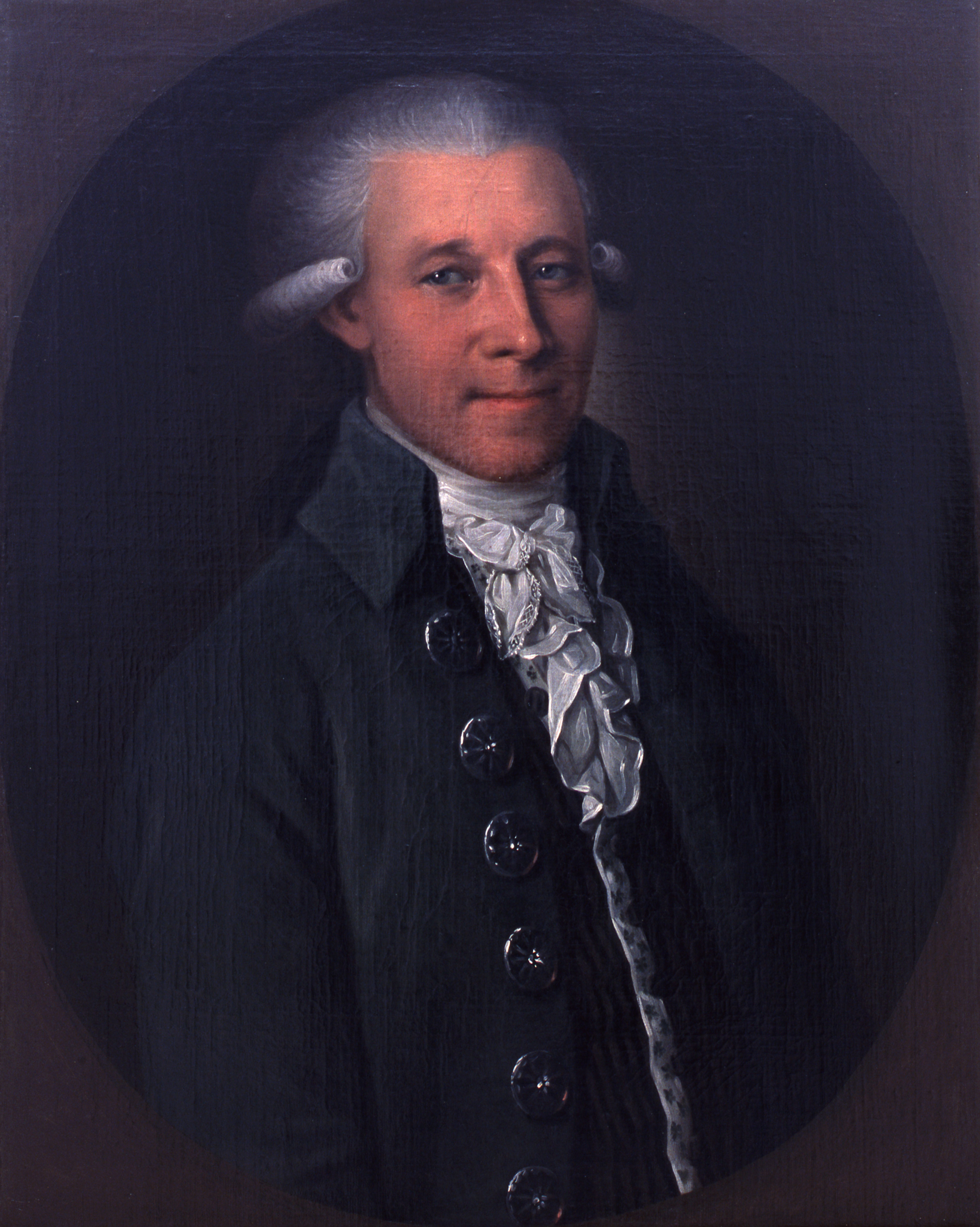
Ölgemälde von Johann Gottfried Quistorp, 19. Jh.

Siegfried Joachim Meyer (* 17. Juli 1751 in Greifswald; † 28. Januar 1833) war ein deutscher Jurist und Bürgermeister von Greifswald.

## Leben
Der Sohn des Kaufmanns Ernst Christian Meyer besuchte die Greifswalder Stadtschule und studierte anschließend an den Universitäten Greifswald und Jena Rechtswissenschaften. Ab 1773 war er als praktizierender Jurist in Greifswald tätig. 1777 wurde er in den Magistrat aufgenommen. Er war fünfzehn Jahre lang Assessor am Stadtgericht und Direktor des Waisengerichts. Mehrere Jahre leitete er die Stadtkämmerei. Ab 1782 war er als Sachwalter am Obertribunal Wismar eingeschrieben. 1788 wurde er im Nebenamt zweiter, ab 1795 bis 1801 erster Stadtsyndikus. Von 1796 bis 1817 war er Assessor des Königlichen Gesundheitscollegiums.
Siegfried Joachim Meyer wurde am 7. Februar 1798 zum Bürgermeister von Greifswald gewählt. 1799 verlieh ihm die schwedische Regierung Titel und Rang eines königlichen Landrates. 1817 erhielt er von der Universität Greifswald die Ehrendoktorwürde. Das Amt des Bürgermeisters übte er bis 1831 aus. Dem Magistrat gehörte er bis 1836 an.
Meyer war verheiratet. Seine Frau und mehrere ihrer Kinder starben vor ihm.
Eine seiner Töchter heiratete den Anatomen und Pathologen Prof. Dr. Karl Asmund Rudolphi.